# Calocaris templemani
Calocaris templemani is een tienpotigensoort uit de familie van de Axiidae. De wetenschappelijke naam van de soort is voor het eerst geldig gepubliceerd in 1965 door Squires.